# Голениха
Голени́ха — деревня в Калининском районе Тверской области. Относится к Эммаусскому сельскому поселению.
Расположена в 23 км к юго-востоку от Твери на автодороге «Москва — Санкт-Петербург» М10 (E 105), 143 км от Москвы. Рядом, по шоссе в сторону Твери, деревня Смолино, в сторону Москвы — Воскресенское.
Между Голенихой и Воскресенским запроектировано пересечение новой скоростной автомагистрали «Москва — Санкт-Петербург» с трассой М10 (начало Северного обхода Твери).

## История
В Списке населенных мест 1859 года значится казённая деревня Голяниха (23 версты от Твери, 21 двор, 157 жителей).
Во второй половине XIX — начале XX века деревня Голениха (Голенево) в Семёновском приходе (село Новое Семёновское) Городенской волости Тверского уезда.
В 1930-40-х годах — центр Голениховского сельсовета Калининского района Калининской области.
Во время Великой Отечественной войны деревня была оккупирована противником в середине ноября 1941 года, окончательно освобождена войсками 5 сд 31-й армии Калининского фронта 13 декабря. Братская могила советских воинов, погибших в боях с фашистами (1941—1942 годы).
В 1997 году — 9 хозяйств, 16 жителей.